# Isla de Orleans
La Isla de Orleans (francés: Île d'Orléans) es una isla canadiense que está situada en el río San Lorenzo, a unos 5 km al este del centro de la ciudad de Quebec, en la provincia de Quebec, al este de Canadá. La isla fue una de las primeras partes de la provincia en ser colonizada por los franceses, y un gran porcentaje de los franco canadienses tienen su origen en los primeros residentes de la isla. La isla ha sido descrita como el «microcosmos de Quebec y tradicionalmente como la cuna de la lengua francesa en América del Norte».
La isla es accesible desde el continente a través del Puente de Beauport. La Ruta 368 es la única ruta provincial en la isla, que cruza el puente y da vuelta al perímetro de la isla. En el pueblo de Sainte-Pétronille hacia el extremo occidental de la isla, se tiene excelente vista del Chute Montmorency (las cataratas de Montmorency), así como un buen panorama del río San Lorenzo y de la ciudad de Quebec.
La Isla de Orleáns está hermanada con la isla de Ré, en Francia.